# Gołdap
Gołdap (città tedesca fino al 1945 col nome di Goldap) è un comune urbano-rurale polacco del distretto di Gołdap, nel voivodato della Varmia-Masuria.
Ricopre una superficie di 361,73 km² e nel 2004 contava 19 877 abitanti.
| Nome polacco     | Nome tedesco (fino al 1945)                     | Nome polacco    | Nome tedesco (fino al 1945)              | Nome polacco   | Nome tedesco (fino al 1945)                        |
| ---------------- | ----------------------------------------------- | --------------- | ---------------------------------------- | -------------- | -------------------------------------------------- |
| Babki            | Babken 1938-45 Steinbrück                       | Janowo          | Johannisberg                             | Pietrasze      | Pietraschen 1938-45 Rauental                       |
| Bałupiany        | Ballupönen 1938-45 Ballenau                     | Jany            | Groß Jahnen                              | Pietraszki     | Petrelskehmen 1938-45 Peterkeim                    |
| Barkowo          | Barkehmen 1938-45 Barkau                        | Jeziorki Małe   | Klein Jesziorken 1930-45 Klein Schöntal  | Pogorzel       | Pogorzellen 1906-45 Hegelingen                     |
| Bitkowo          | Bittkowen 1938-45 Bittkau                       | Jezirki Wielkie | Groß Jesziorken 1930-45 Schöntal         | Regiele        | Regellen 1938-45 Glaubitz                          |
| Błażejewo        |                                                 | Juchnajcie      | Juckneitschen 1935-45 Steinhagen         | Rostek         | Schöneberg                                         |
| Boćwinka         | Bodschwingken 1938-45 Herandstal                | Jurkiszki       | Jörkischken 1938-45 Jarkental            | Rożyńsk Mały   | Klein Rosinsko 1938-45 Bergershof                  |
| Boćwiński Młyn   | Bodschwingken Mühle 1938-45 Herandstaler Mühle  | Kalkowo         | Kalkowen 1938-45 Kalkau                  | Rożyńsk Wielki | Groß Rosinsko 1938-45 Großfreiendorf               |
| Botkuny          | Buttkuhnen 1938-45 Bodenhausen                  | Kalniszki       | Kallnischken 1938-45 Kunzmannsrode       | Rudzie         | Rudzien 1938-45 Rodenstein                         |
| Bronisze         | Wittichsfelde                                   | Kamionki        | Kamionken 1938-45 Eichicht               | Samoniny       | Samonienen 1938-45 Klarfließ                       |
| Czarnowo Średnie | Mittel Jodupp 1938-45 Mittelholzeck             | Kolniszki       | Kollnischken 1938-45 Burgfelde           | Siedlisko      | Scheelhof                                          |
| Czarnowo Wielkie | Groß Jodupp 1938-45 Holzeck                     | Konikowo        | Kleeberg                                 | Skocze         | Skötschen 1938-45 Grönfleet                        |
| Dąbie            | Eichenort                                       | Kośmidry        | Kosmeden                                 | Sokoły         | Sokollen 1938-45 Hainholz                          |
| Dunajek          | Groß Duneyken 1928-38 Duneyken 1938-45 Duneiken | Kowalki         | Kowalken 1938-45 Beierswalde             | Suczki         | Sutzken 1933-45 Hitlershöhe                        |
| Dunajek Mały     | Klein Duneyken 1938-45 Klein Duneiken           | Kozaki          | Kosaken 1938-45 Rappenhöh                | Szyliny        | Schillinnen 1938-45 Heidensee                      |
| Dzięgiele        | Dzingellen 1938-45 Widmannsdorf                 | Łobody          | Liegetrocken                             | Tatary         | Tartarren 1938-45 Noldental                        |
| Galwiecie        | Gehlweiden                                      | Marcinowo       | Marczinowen 1934-45 Martinsdorf          | Użbale         | Uszballen 1936-38 Uschballen 1938-45 Langenrück    |
| Gieraliszki      | Herzogsthal                                     | Mażucie         | Masutschen 1938-45 Oberhofen             | Wiłkajcie      | Wilkatschen 1938-45 Birkendorf                     |
| Główka           | Glowken 1938-45 Thomasfelde                     | Nasuty          | Nossuten                                 | Wilkasy        | Wilkassen 1938-45 Kleineichicht                    |
| Górne            | Gurnen                                          | Niedrzwica      | Niederwitz                               | Włosty         | Flösten 1938-45 Bornberg                           |
| Grabowo          | Grabowen 1938-45 Arnswald                       | Nowa Boćwinka   | Neu Bodschwingken 1938-45 Neu Herandstal | Wronki Wielkie | Groß Wronken 1938-45 Winterberg                    |
| Grygieliszki     | Grilskehmen 1938-45 Grilsen                     | Okrasin         | Kettenberg                               | Wrotkowo       | Friedrichowen 1938-45 Friedrichau                  |
| Jabłońskie       | Jablonsken 1938-45 Urbansdorf                   | Osieki          | Ostkehmen                                | Zatyki         | Satticken                                          |
| Jabramowo        | Abrahamsruh                                     | Osowo           | Ossöwen 1938-45 Ossau                    | Żelazki        | Szielasken 1936-38 Schielasken 1938-45 Hallenfelde |
| Janki            | Klein Jahnen                                    | Piękne Łąki     | Schönwiese                               | Zielonka       |                                                    |

Il comune di Gołdap confina con la Russia.